# Jean Brisy
Jean Brisy, né le 8 décembre 1924 à Saint-André-lez-Lille et mort le 18 juillet 1991 à Lille , est un céramiste sculpteur français.

## Biographie
Jean Brisy se destinait à une carrière musicale en tant que pianiste. En 1940, la déclaration de guerre l'éloigne de Lille et il séjourne chez ses grands-parents vignerons à Chenonceaux.
À son retour, il décide de rentrer aux Beaux-Arts de Lille où il suit quatre années de cours académiques et s'oriente vers la poterie. En compagnie de son ami Boleslaw Danikowski, rencontré aux beaux-arts de Lille, il suit une formation de potier à Saint-Laurent-les-Mâcon et partage ses premiers ateliers. En particulier, au début des années 1950, il occupe les ruines de la faïencerie du Moulin des Loups à Orchies, après son bombardement. Il y trouve des pains de terre, des sacs d'émaux et un four en ruine. On leur donne alors l'autorisation de s'y installer pour travailler.

En 1955, il crée son propre atelier dans les caves du numéro 61, rue de la Monnaie à Lille, où il travaillera jusqu'à sa mort.
En 1957, il fonde avec Roger Frezin, Pierre Olivier, Lyse Oudoire, Jean Parsy et Claude Vallois, L'Atelier de la Monnaie, groupement artistique qui opérera une véritable révolution dans le monde de l'art dans le Nord-Pas-de-Calais .
Très tôt, il s'orientera vers la sculpture tout en poursuivant son métier de potier auquel il restera très attaché .

## Expositions
- 1951 - Galerie St Placide Paris
- 1955 - Galerie Dujardin Roubaix
- 1959 - Galerie Anfora Paris
- 1958 à 1962 - Expositions collectives Atelier de la Monnaie
- 1963 à 1965 - Carrefour des arts Lille
- 1964 - Salon de Gravelines
- 1967 - Salon des arts bourbonnais Vichy
- 1967 - Nouvelle Galerie d'art rue Esquermoise Lille
- 1968 - Terre de 13 ciels salle St Sauveur Lille
- 1968 - Palais municipal Lyon
- 1970 - Galerie le Huchier Bruxelles
- 1970 - Faculté des sciences Annappes
- 1970 - Galerie Septentrion Bondues
- 1972 - Galerie Septentrion Bondues
- 1971 - Halles de Paris
- 1972 - Halles de Paris
- 1973 - Musée de l'Abbaye de Graville le Havre
- 1979 - Pavillon St Sauveur Lille
- 1985 - Salon des métiers d'art Munich
- 1986 - Galerie Geneviève Godar
- 1986 - Galerie Berlioz Marseille
- 1988 - Halte à l'immobilisme (expo Orcep) rétrospective Atelier de la Monnaie (Lille-Boulogne/mer-Tournai-Eupen-Liège)
- 1989 - Communauté urbaine de Lille
- 1989 - Salon des métiers d'art Munich
- 1989 - Calais
- 1989 à 1991 - Carte blanche à Arthur Van Hecke (expo Orcep)
- 1990 - Galerie Septentrion, Marcq-en-Barœul
- 1991 - Galerie Septentrion, Marcq-en-Barœul
- 1992 - La Maison du terroir.
- 1995 - Communauté urbaine de Lille
- 1999 - Première Biennale de la céramique à Steenwerck
- 2001 - Valenciennes
- 2003 - Abbaye de Vaucelles
- 2007 - L'Atelier de la Monnaie, Palais des beaux-arts de Lille
- 2011 - Wasquehal
- 2015 - Terres et encres, Galerie Geneviève Godar, Céramiques de Jean Brisy et encres d'Antoine de Vinck.

## Collections publiques
- Arras, lycée technique
- Dunkerque, Lieu d'Art et Action Contemporaine
- Étaples, Musée Quentovic d'Étaples-sur-Mer
- La Gorgue, Complexe sportif
- Lambersart, école Albert Samain
- Le Touquet, Musée
- Lezennes, Église Saint-Éloi
- Lille, Communauté Urbaine
- Lille, Tertiaire Bld Bigo Danel Lille
- Lille, Maternité Roger Salengro, baptistère
- Lille, musée de l'Hospice Comtesse
- Roubaix, La Piscine, Musée d'art et d'industrie André Diligent
- Saint-Amand-les-Eaux, Musée municipal de la tour abbatiale